# Parazelia pulchra
Parazelia pulchra là một loài ruồi trong họ Tachinidae.